# Тамеифуна, Бен
Бенджамин Ваинга Чарльз Тамеифуна (англ. Benjamin Vainga Charles Tameifuna), более известный как Бен Тамеифуна (англ. Ben Tameifuna, родился 30 августа 1991 года в Окленде) — тонганский и новозеландский регбист, игрок клуба «Бордо-Бегль» и сборной Тонга. Известен в прошлом по выступлениям за клуб «Чифс» из Супер Регби, команды «Хокс-Бей» и «Уаикато» из Кубка ITM и команду «Расинг 92» французского чемпионата Топ-14. В составе национальной сборной Тонга — участник чемпионата мира 2019 года. Выступает на позиции пропа и хукера.

## Игровая карьера

### Клубная
Игровой дебют Тамеифуны состоялся в чемпионате провинций Новой Зеландии (Кубок ITM) в 2010 году в составе команды «Хокс-Бей». В 2011 году в составе сборной Новой Зеландии из игроков не старше 20 лет он сыграл на молодёжном чемпионате мира, выиграв с командой турнир и занеся попытку в финальном матче против англичан (победа 33:22). В марте 2012 года он дебютировал в матче за команду Супер Регби «Чифс», заменив травмированного Бена Афеаки. В 2013 году он продлил контракт с «Чифс» до 2014 года.
В июне 2015 года Тамеифуна после 4 лет пребывания в рядах «Чифс» перешёл во французский клуб «Расинг 92» из чемпионата Топ-14, за который выступал на протяжении 5 лет. По итогам сезона 2015/2016 попал в символическую сборную Топ-14 по версии издания Rugbyrama на позицию правого столба.
С момента чемпионата мира, прошедшего в Японии, в течение сезона 2019/2020 Бен сбросил вес со 160 кг до 145 кг. За время сезона им интересовались такие клубы, как английские «Бристоль Бэрс», «Сейл Шаркс» и «Харлекуинс», однако в связи с пандемией COVID-19 Бен решил не переезжать в другую страну и перешёл в «Бордо-Бегль».

### В сборной
В мае 2012 года Тамеифуна был вызван в сборную Новой Зеландии для подготовки к серии из трёх тест-матчей против сборной Ирландии. При своём весе в 130 кг Тамеифуна был самым тяжёлым из игроков новозеландской сборной. Однако его дебют за «Олл Блэкс» так и не состоялся, и Тамеифуна предпочёл играть за сборную исторической родины — Тонга. Его вызывали в сборную Тонга ещё накануне европейского турне 2016 года, однако он так и не попал в заявку ни на одну встречу. 16 июня 2017 года Тамеифуна дебютировал за сборную Тонга матчем против сборную Уэльса. На чемпионате мира 2019 года Бен сыграл всего два матча: 22 сентября в Саппоро против Англии (поражение 3:35, вышел в стартовом составе, сыграл 49 минут) и 28 сентября в Осаке против Аргентины (поражение 12:28, вышел в стартовом составе, заменён в перерыве).

## Семья
Бен является племянником другого нападающего сборной Тонга — Соны Таумалоло, который выступал за сборную Тоонга на чемпионате мира 2011 года и также был игроком «Чифс». 27 июля 2012 года Сона и Бен отыграли вместе на поле 60 минут в матче «Чифс» — «Крусейдерс» в рамках сезона Супер Регби (победа 20:17): они играли в связке с самоанским хукером Махонри Швальгером. Бен и Сона играли одновременно во Франции: Сона на момент перехода племянника в «Расинг 92» выступал за «Гренобль».

## Стиль игры
Имея огромные габариты (рост 188 см и вес 145 кг), Бен отличается мощной силовой борьбой в схватке, однако также обладает высокой подвижностью, может ускоряться и хорошо двигаться с мячом в руках. По стилю игры его сравнивают с Уини Атонио. В своё время Бен набирал массу до 160 кг, но после чемпионата мира 2019 года решил сбросить лишний вес по настоянию тренера, который намекал на важность не только командной работы, но и здоровья игрока.
Главная слабость Тамеифуны заключается в дисциплине: он неоднократно совершает невынужденные нарушения правил и удаляется с поля. Так, 30 августа 2014 года во время матча между Уаикато и Норт-Харбором в рамках Кубка Mitre 10 он толкнул случайно судью Глена Джексона, за что получил пятинедельную дисквалификацию.